# Gualmatán
Gualmatán é um município da Colômbia, localizado no departamento de Nariño.